# 27-я армия (СССР)
27-я армия — оперативное войсковое объединение (армия) РККА, в составе Вооружённых Сил СССР, во время Великой Отечественной войны. 
27 А участвовала в боевых действиях в виде двух различных формирований.

## 1-е формирование

### Формирование
Управление 27-й армии было сформировано 25 мая 1941 года в Прибалтийском Особом военном округе.
В составе действующей армии с 22 июня 1941 года по 25 декабря 1941 года.

### 1941 год
Боевой состав 27-й армии на 22 июня 1941 года:
- управление (командование, службы, штаб, отделы, отделения и так далее)
- 22-й стрелковый корпус (180 сд, 182 сд)
- 24-й стрелковый корпус (181 сд, 183 сд)
- 16-я стрелковая дивизия
- 67-я стрелковая дивизия
- 3-я стрелковая бригада
- 613-й корпусной артиллерийский полк
- 614-й корпусной артиллерийский полк
- 264-й корпусной артиллерийский полк
- 460-й корпусной артиллерийский полк

В соответствии с планом прикрытия государственной границы на армию возлагалась достаточно ограниченная задача: оборонять участки побережья Финского и Рижского заливов Балтийского моря и островов Моонзундского архипелага, то есть собственно вести противодесантную оборону побережья, а также территории Эстонской и северной Латвийской ССР.
На 22 июня 1941 года управление армии дислоцировалось в Риге и с началом боевых действий задачи армии сменились: уже 25 июня 1941 года соединения армии должны были занять оборону по рубежу реки Западная Двина и не допустить переправы вражеских частей на участке Гулбене — Ливаны, левее полосы, где оборону должны были организовать отходящие части 8-й армия. Однако армия не успела организовать оборону, так как уже 26 июня 1941 года передовые немецкие части 56-го моторизованного корпуса переправились через реку и заняли Даугавпилс. Организовывать оборону армии в общем-то было нечем: малобоеспособные национальные соединения: 22-й стрелковый корпус только начал переброску из Эстонии, 24-й стрелковый корпус выбирался из-под Риги. 67-я стрелковая дивизия погибала в Лиепае, 16-я стрелковая дивизия была оставлена в Эстонии, будучи практически единственным более или менее крупным соединением, прикрывающим эту территорию. 3-я стрелковая бригада вообще находилась на островах.
Таким образом, 27-я армия только к концу июня 1941 года начала организовывать какую-то оборону по реке Западная Двина. Однако, и эта оборона оказалась недолговечной: 2 июля 1941 года немецкие войска перешли в наступление, ударив, в частности в стык между частями 27-й армии и 8-й армии, в результате чего соединения армии начали отход на Опочку — Остров.
К 10 июля 1941 года части армии держали оборону на участке Опочка (по реке Великая) — Новоржев, управление армии находилось в Бежаницах. Левее армии находилась 22-я армия Западного фронта более или менее прочно прикрывавшая направление на Невель, а справа от армии немецкие войска прорывались в направлении на Порхов — Дно, разрезая и преследуя соединения 11-й армии. В течение второй половины июля 1941 года соединения армии постепенно отступают на рубеж реки Ловать на участок Старая Русса — Холм. Армия отступала с боями, отдельные её части по несколько раз попадали в окружение, в конечном итоге 3 августа 1941 года армия оставила Холм и отошла восточнее. 9 августа 1941 года советские войска севернее оставили Старую Руссу и отошли за Ловать. С 12 августа 1941 года армия из района восточнее Холма наступает в ходе контрудара в районе Старая Русса, Холм, соединения армии имели некоторое продвижение, но были остановлены на подступах к городу.
30 августа 1941 года немецкие войска в свою очередь перешли в массированное наступление на всём Северо-Западном фронте, 1 сентября 1941 года и на участке армии. Более того, из района Холма наносился один из мощных ударов силами 57-го моторизованного корпуса группы армий «Центр», в общем направлении на Демянск и в район южнее его. Оборона армии была быстро прорвана, частью армия попала в окружение в междуречье Полы и Ловати, частью отходила на Молвотицы — Осташков — Демянск. 8 сентября 1941 года сводный отряд штаба армии одним из последних оставил Демянск. 9-10 сентября 1941 года армия отошедшими к Демянску частями и вырвавшимися из окружения, предпринимает попытки вернуть Демянск, однако они оказались безуспешными, и соединения армии отступают дальше. К началу октября 1941 года линия фронта в полосе армии стабилизировалась: армия заняла оборону на рубеже: восточный берег озера Вельё — северная оконечность озера Селигер — восточный берег озера Селигер. Немецкие войска дальше этой линии продвинуться не могли, да в общем-то особо активно и не пытались, поскольку коммуникации вермахта уже были очень растянуты, правый фланг немецких войск был почти оголён, с левого фланга над так называемым Демянским выступом нависали части 11-й и 34-й армий.
Вплоть до декабря 1941 года армия находится в обороне на прежних позициях, ограничиваясь частными операциями.

### Расформирование
25 декабря 1941 года армия переименована в 4-ю ударную армию в составе Северо-Западного фронта.

## Боевой состав
В различное время в состав армии входили:
- управление (командование, службы, штаб, отделы, отделения и так далее);

| Стрелковые соединения и подразделения  | Стрелковые соединения и подразделения                                     | Стрелковые соединения и подразделения                                        | Стрелковые соединения и подразделения |
| Корпуса                                | Дивизии                                                                   | Бригады                                                                      | Иные подразделения                    |
| -------------------------------------- | ------------------------------------------------------------------------- | ---------------------------------------------------------------------------- | ------------------------------------- |
| 22, 24, 29, 65, 5 (воздушно-десантный) | 5, 33 , 16, 23, 67, 84, 126, 128, 180, 181, 182, 183, 185 , 188, 241, 256 | 3, 9 (воздушно-десантная), 10 (воздушно-десантная), 201 (воздушно-десантная) | 37 сп НКВД, 1291 сп                   |

| Артиллерийские бригады | Артиллерийские бригады | Артиллерийские бригады | Артиллерийские бригады | Артиллерийские бригады |  |
| Лёгкие                 | Гаубичные              | Противотанковые        | Миномётные             | Миномётные РС          |  |
| ---------------------- | ---------------------- | ---------------------- | ---------------------- | ---------------------- |  |
| -                      | -                      | 10                     | -                      | -                      |  |

| 270, 448, 613, 614 | 402, 429, | - | - | - |

| Артиллерийские дивизионы и иные подразделения | Артиллерийские дивизионы и иные подразделения | Артиллерийские дивизионы и иные подразделения | Артиллерийские дивизионы и иные подразделения | Артиллерийские дивизионы и иные подразделения |  |
| Большой мощности                              | Противотанковые                               | Миномётные                                    | Миномётные РС                                 | Зенитные                                      |  |
| --------------------------------------------- | --------------------------------------------- | --------------------------------------------- | --------------------------------------------- | --------------------------------------------- |  |
| -                                             | -                                             | -                                             | -                                             | 19, 103, 111                                  |  |

| Танковые и механизированные соединения | Танковые и механизированные соединения           | Танковые и механизированные соединения | Танковые и механизированные соединения | Танковые и механизированные соединения |  |
| Корпуса                                | Дивизии                                          | Бригады                                | Полки                                  | Иные отдельные подразделения           |  |
| -------------------------------------- | ------------------------------------------------ | -------------------------------------- | -------------------------------------- | -------------------------------------- |  |
| 21 (механизированный)                  | 28, 42, 46 танковые, 84, 185, 202 моторизованные | -                                      | -                                      | -                                      |  |

| Военно-воздушные силы | Военно-воздушные силы | Военно-воздушные силы | Военно-воздушные силы  | Военно-воздушные силы        |  |
| Корпуса               | Дивизии               | Бригады               | Полки                  | Иные отдельные подразделения |  |
| --------------------- | --------------------- | --------------------- | ---------------------- | ---------------------------- |  |
| -                     | 4 (смешанная)         | -                     | 28, 268 истребительные | -                            |  |

| Инженерные и сапёрные батальоны | Инженерные и сапёрные батальоны            | Инженерные и сапёрные батальоны | Инженерные и сапёрные батальоны |  |
| Инженерные                      | Сапёрные                                   | Понтонно-мостовые               | Иные                            |  |
| ------------------------------- | ------------------------------------------ | ------------------------------- | ------------------------------- |  |
| 110, 134 (моторизованные)       | 67, 160, 188, 210, 238, 239, 339, 491, 492 | -                               | -                               |  |

### Помесячный боевой состав армии
| Помесячный боевой состав армии     | Помесячный боевой состав армии                                                          | Помесячный боевой состав армии                                    | Помесячный боевой состав армии           | Помесячный боевой состав армии | Помесячный боевой состав армии      | Помесячный боевой состав армии |
| Дата (в составе фронта)            | Стрелковые и кавалерийские соединения                                                   | Артиллерийские и миномётные соединения                            | Танковые и механизированные соединения   | Авиация                        | Инженерные и сапёрные части         | Огнемётные части               |
| ---------------------------------- | --------------------------------------------------------------------------------------- | ----------------------------------------------------------------- | ---------------------------------------- | ------------------------------ | ----------------------------------- | ------------------------------ |
| 22.06.1941 (Северо-Западный фронт) | 22 ск (180, 182 сд), 24 ск (181, 183 сд), 16, 67 сд, 3 сбр                              | 613, 614 кап, 103, 111 озад                                       | -                                        | -                              | -                                   | -                              |
| 01.07.1941 (Северо-Западный фронт) | 24 ск (181, 183 сд), 67 сд, 3 сбр, 5 вдк (9, 10, 201 вдбр)                              | 613 кап, 402 гап б/м РГК, 111 озад                                | -                                        | -                              | -                                   | -                              |
| 10.07.1941 (Северо-Западный фронт) | 24 ск (128, 181 сд), 29 ск (5, 126, 188 сд), 65 ск (23, 33 сд), 5 вдк (9, 10, 201 вдбр) | 10 арт. бригада ПТО, 270, 448, 613 кап, 429 гап РГК, 19, 111 озад | 21 мк (42, 46 тд, 185 мд, 11 мцп), 84 мд | -                              | -                                   | -                              |
| 01.08.1941 (Северо-Западный фронт) | 65 ск (5, 23, 33, 188 сд), 84 сд                                                        | -                                                                 | 21 мк (42, 46 тд, 185 мд)                | -                              | 160, 238, 239 осб                   | -                              |
| 01.09.1941 (Северо-Западный фронт) | 5, 23, 181, 185, 188, 256 сд, 37 сп НКВД                                                | 613 кап                                                           | -                                        | 4 сад, 28, 268 иап             | 134 миб, 67, 160, 188, 339 осб      | -                              |
| 01.10.1941 (Северо-Западный фронт) | 23, 33, 181, 183 сд, 1291 сп (4 сд)                                                     | 613 кап, 111 озад                                                 | 28 тд                                    | 4 сад                          | 110, 134 миб, 67, 160, 188, 491 осб | -                              |
| 01.11.1941 (Северо-Западный фронт) | 23, 33 сд                                                                               | 613 ап РВГК                                                       | 28 тд                                    | -                              | 210, 491, 492 осб                   | -                              |
| 01.12.1941 (Северо-Западный фронт) | 23, 33, 241 сд                                                                          | 613 ап РВГК                                                       | -                                        | -                              | 210, 491, 492 осб                   | -                              |

## 2-е формирование

### Формирование
27-я армия 2-го формирования была сформирована 1 июня 1942 года на основании директивы Ставки ВГК от 22 мая 1942 года на базе соединений 11-й армии в составе Северо-Западного фронта.
В составе действующей армии с 1 июня 1942 года по 8 апреля 1943 года и с 9 июля 1943 года по 9 мая 1945 года.

### 1942 год
Армия находится на участке Старая Русса — Рамушево — река Пола, ведёт бои на рамушевском коридоре.

### 1943 год
Армия с 8 февраля 1943 года принимает участие в Демянской наступательной операции и в Старорусской операции, после которой выведена в резерв Ставки ВГК. Вновь поступила в действующую армию в июле 1943 года, введена в бой в ходе Белгородско-Харьковской наступательной операции, наступает с южного фаса Курской дуги, приблизительно из района Пролетарского на Грайворон и на Ахтырку, где южнее Ахтырки попала под контрудар вражеских войск.
В конце сентября 1943 года армия переброшена на Букринский плацдарм, где ведёт бои за его расширение. После освобождения Киева с 21 ноября 1943 года ведёт бои южнее города, примыкая своим левым флангом к Днепру.

### 1944 год
В том же районе прорывает оборону противника, формируя внутренний фронт окружения в ходе Корсунь-Шевченковской операции, и принимает участие в уничтожении окружённой группировки. По окончании операции переброшена севернее Умани, откуда наступает в ходе Уманско-Ботошанской операции, вышла на территорию Румынии.
В начале апреля 1944 года дивизия «Великая Германия» предприняла успешное контрнаступление в районе Тыргу-Фрумос (Румыния), где нанесла поражение, взяв в окружение 35-й гвардейский стрелковый корпус 27-й советской армии.
В ходе Ясско-Кишинёвской операции наступает на юг из района западнее Яссы, вышла к Плоешти, затем к Питешти, оттуда наступает на север на Клуж, откуда в ходе Дебреценской операции наступает в направлении на Дебрецен, затем в ходе Будапештской операции на Мишкольц.

### 1945 год
В феврале 1945 года переброшена южнее Будапешта, где принимает участие в Балатонской операции, а затем перешла в наступление в ходе Венской операции, наступает в общем направлении Веспрем — Залаэгерсег — Грац. В ходе Грацко-Амштеттенской наступательной операции армия к 10 мая 1945 года вышла к реке Мур на участке Грац — Брук, где встретилась с союзными американскими войсками.

### Боевой состав армии на 1 мая 1945 года
На 1 мая 1945 года — армия в составе 3-го Украинского фронта.
- управление (командование, службы, штаб, отделы, отделения и так далее).

Стрелковые войска:
- 35-й гвардейский стрелковый корпус
  - 3-я гвардейская воздушно-десантная дивизия
  - 163-я стрелковая дивизия
  - 202-я стрелковая дивизия
- 33-й стрелковый корпус
  - 78-я стрелковая дивизия
  - 155-я стрелковая дивизия
  - 206-я стрелковая дивизия
  - 337-я стрелковая дивизия
- 37-й стрелковый корпус
  - 108-я гвардейская стрелковая дивизия
  - 316-я стрелковая дивизия
- 320-я стрелковая дивизия

Части артиллерии:
- 27-я пушечная артиллерийская бригада
- 315-й гвардейский истребительно-противотанковый полк
- 480-й горно-вьючный миномётный полк
- 249-й зенитный артиллерийский полк

Инженерные войска:
- 34-я инженерно-сапёрная бригада

Войска связи:
- 117-й отдельный Прутский[5] ордена Богдана Хмельницкого[6] полк связи[7]

### Расформирование
В июне 1945 года армия выведена из Австрии в Румынию, где включена в состав Южной группы войск. В августе 1945 года армия передана в Прикарпатский военный округ (управление — г. Каменец-Подольский). К июлю 1946 года там основную часть её соединений расформировали, а две оставшиеся дивизии (66 сд и 25 мд) передали в 38-ю армию. Управление армии расформировано в августе 1946 года.

## Командование

### Командующий
- Берзарин Николай Эрастович (25.05 — 25.12.1941),
- Озеров Фёдор Петрович (1.06.1942 — 29.01.1943),
- Трофименко Сергей Георгиевич (29.01.1943 — 9.07.1945),
- Болдин, Иван Васильевич (09.07.1945 — 05.07.1946).

### Член Военного совета
- Батраков Пётр Капитонович (13.06 — 25.09.1941),
- Рудаков Михаил Васильевич (25.09 — 25.12.1941),
- Шевченко Иван Петрович (1.06.1942 — 29.05.1944),
- Поляков Яков Гаврилович (28.09.1942 — 10.11.1943),
- Булдович Роман Елисеевич (13.01.1944 — 9.05.1945),
- Севастьянов Пётр Васильевич (30.05.1944 — 9.05.1945).

### Начальник штаба
- Болознев Василий Васильевич (25.05 — 19.07.1941),
- Ярмошкевич Павел Сергеевич (19.07 — 11.10.1941),
- Романов Фёдор Николаевич (11.10 — 25.12.1941),
- Степанов Иван Иванович (1.06 — 16.12.1942),
- Лукьянченко Григорий Сергеевич (16.12.1942 — 23.07.1944),
- Брагин Георгий Михайлович (23.07.1944 — 13.09.1945).

### Командующий артиллерией
- Хлебников, Николай Михайлович (10.04.1941 — 05.07.1942),
- Лебедев, Пётр Константинович (01.02.1943 — 13.09.1945).

### Начальники АБТО армии, заместитель командующего армии по т/в, командующиe БТ и МВ
- 09.05.1941 - 29.08.1941 Кукушкин, Дмитрий Владимирович, полковник
- 05.09.1941 - 03.03.1942 Катенин, Геннадий Михайлович, полковник
- 00.09.1941 - 25.12.1941 Малахов, Ксенофонт Михайлович, подполковник
- на 02.43	Захаров, подполковник
- 00.06.1943 - 00.10.1945 Стызик, Сергей Тимофеевич, полковник

## Боевой состав
В разное время в состав армии входили:
| Стрелковые соединения и подразделения               | Стрелковые соединения и подразделения | Стрелковые соединения и подразделения                                                                 | Стрелковые соединения и подразделения                                         |
| Корпуса                                             | Дивизии | Бригады                                                                                               | Иные подразделения                                                            |
| --------------------------------------------------- | --- | --- | ----------------------------------------------------------------------------- |
| 12, 27, 35 гвардейские, 33, 37, 47, 51, 104 корпуса | 3, 4 гвардейские воздушно-десантные, 28, 43, 93, 108 гвардейские, 26, 38, 55, 71, 78, 84, 100, 133, 136, 147, 155, 163, 166, 167, 170, 171, 180, 182, 188, 200, 202, 206, 232, 241, 253, 254, 297, 309, 316, 320, 337, 359, 370, 384, 409, 1-я румынская пехотная дивизии | 15, 20, 46, 87, 126, 127, 147, 151, 161 стрелковые, 62, 84 морские стрелковые, 3,19,40 лыжные бригады | 1 гвардейский, 54, 159 укреплённые районы, 309, 362, 366 пулемётные батальоны |

| Артиллерийские дивизии | Артиллерийские дивизии | Артиллерийские дивизии |  |
| Обычные                | Прорыва                | Зенитные               |  |
| ---------------------- | ---------------------- | ---------------------- |  |
| 11, 15                 | 13, 16, 17             | 9, 11, 23,             |  |

| Артиллерийские бригады                                       | Артиллерийские бригады                                                                                           | Артиллерийские бригады | Артиллерийские бригады | Артиллерийские бригады | Артиллерийские бригады               |  |
| Пушечные                                                     | Гаубичные | Лёгкие                 | Противотанковые        | Миномётные             | Миномётные РС                        |  |
| ------------------------------------------------------------ | --- | ---------------------- | ---------------------- | ---------------------- | ------------------------------------ |  |
| 24 гвардейская пушечная, 27, 39, 44, 45, 61 пушечные бригады | 35, 40, 47, 50, 52 гаубичные, 88, 90, 91, 92 тяжёлые гаубичные, 101, 108, 109 гаубичные большой мощности бригады | 31, 37, 42, 49, 69     | 30, 34                 | 14, 17, 18, 22, 26,    | 9, 33 гвардейские миномётные бригады |  |

| Артиллерийские полки                      | Артиллерийские полки             | Артиллерийские полки                                                                              | Артиллерийские полки               | Артиллерийские полки                                  | Артиллерийские полки                                                                                  |  |
| Пушечные (в том числе корпусные)          | Гаубичные                        | Противотанковые                                                                                   | Миномётные                         | Миномётные РС                                         | Зенитные                                                                                              |  |
| ----------------------------------------- | -------------------------------- | ------------------------------------------------------------------------------------------------- | ---------------------------------- | ----------------------------------------------------- | --- |  |
| 11, 112 гвардейские, 264, 628, 1235 полки | 191, 229, 1199, 1200, 1528 полки | 315, 342 гвардейские, 408, 444, 483, 680, 719, 756, 881, 1070, 1075, 1664, 1667, 1669, 1672 полки | 121, 137, 167, 264, 480, 492 полки | 16, 22, 26, 27, 47, 66, 80, 83, 329 гвардейские полки | 120 гвардейский, 249, 429, 710, 729, 804, 974, 976, 987, 993, 996, 1064, 1336, 1342, 1348, 1357 полки |  |

| Артиллерийские дивизионы и иные подразделения | Артиллерийские дивизионы и иные подразделения | Артиллерийские дивизионы и иные подразделения | Артиллерийские дивизионы и иные подразделения | Артиллерийские дивизионы и иные подразделения |  |
| Большой мощности                              | Противотанковые                               | Миномётные                                    | Миномётные РС                                 | Зенитные                                      |  |
| --------------------------------------------- | --------------------------------------------- | --------------------------------------------- | --------------------------------------------- | --------------------------------------------- |  |
| 402                                           | 752                                           | -                                             | 46 гвардейский                                | 246                                           |  |

| Танковые и механизированные соединения | Танковые и механизированные соединения | Танковые и механизированные соединения                                         | Танковые и механизированные соединения                                                                  | Танковые и механизированные соединения                                                        |  |
| Корпуса                                | Дивизии                                | Бригады                                                                        | Полки                                                                                                   | Иные отдельные подразделения                                                                  |  |
| -------------------------------------- | -------------------------------------- | ------------------------------------------------------------------------------ | --- | --------------------------------------------------------------------------------------------- |  |
| 4 гвардейский танковый                 | -                                      | 3 гвардейская мотострелковая, 12, 13, 14, 27 гвардейские танковые, 93 танковая | 25, 39, 119 танковые, 298 гвардейский, 375 гвардейский тяжёлый, 697, 713, 1451, 1458, 1831, 1832, 1892, | 28, 29, 32, 38, 85, 150, 238, 483 танковые, 76 мотоциклетный, 11, 18, 35 аэросанные батальоны |  |

| Военно-воздушные силы | Военно-воздушные силы | Военно-воздушные силы | Военно-воздушные силы | Военно-воздушные силы        |  |
| Корпуса               | Дивизии               | Бригады               | Полки                 | Иные отдельные подразделения |  |
| --------------------- | --------------------- | --------------------- | --------------------- | ---------------------------- |  |
| -                     | -                     | -                     | 642 смешанный         | -                            |  |

| Инженерные и сапёрные батальоны                | Инженерные и сапёрные батальоны | Инженерные и сапёрные батальоны | Инженерные и сапёрные батальоны | Инженерные и сапёрные батальоны |  |
| Бригады                                        | Инженерные батальоны            | Сапёрные батальоны              | Понтонно-мостовые батальоны     | Иные                            |  |
| ---------------------------------------------- | ------------------------------- | ------------------------------- | ------------------------------- | ------------------------------- |  |
| 6, 14 штурмовые, 43 инженерно-сапёрные бригады | 15, 25, 38, 134                 | 1732                            | 21, 49, 50, 54, 86              | -                               |  |

| Огнемётные части | Огнемётные части |
| Батальоны        | Роты             |
| ---------------- | ---------------- |
| 3, 27            | -                |

#### Помесячный боевой состав армии
| Помесячный боевой состав армии     | Помесячный боевой состав армии | Помесячный боевой состав армии | Помесячный боевой состав армии                                                                               | Помесячный боевой состав армии             | Помесячный боевой состав армии   | Помесячный боевой состав армии |
| Дата (в составе фронта)            | Стрелковые и кавалерийские соединения                                                                                               | Артиллерийские и миномётные соединения | Танковые и механизированные соединения                                                                       | Авиация                                    | Инженерные и сапёрные части      | Огнемётные части               |
| ---------------------------------- | --- | --- | --- | ------------------------------------------ | -------------------------------- | ------------------------------ |
| 01.06.1942 (Северо-Западный фронт) | 84, 182, 188, 254, 384 сд, 46 сбр, 62, 84 морские сбр                                                                               | 11 гв. аап, 1199 гап б/м, 719, 759 лап, 137, 167 минп, 27 гв. мп (без д-на), 46 огв. мдн | 85, 483 отб                                                                                                  | -                                          | 15, 25 оиб, 50, 54 пмб, 1732 осб | -                              |
| 01.07.1942 (Северо-Западный фронт) | 26, 84, 182, 188, 254, 384 сд, 46 сбр, 62, 84 морские сбр                                                                           | 11 гв. аап, 191 гап б/м, 719, 759 лап, 137, 167 минп, 27 гв. мп (без 230 д-на) | 85, 238 отб                                                                                                  | -                                          | 25, 38 оиб, 50, 86 пмб, 1732 осб | -                              |
| 01.08.1942 (Северо-Западный фронт) | 26, 84, 182, 188, 254 сд, 46 сбр, 84 морская сбр                                                                                    | 11 гв. аап, 191 гап б/м, 719, 759 иптап, 137, 167 минп, 27 гв. мп (без 230 д-на) | 85, 238 отб                                                                                                  | 4 гв. бап, 415, 524 иап, 716 лбап, 119 каэ | 25, 38 оиб, 50, 86 пмб, 1732 осб | -                              |
| 01.09.1942 (Северо-Западный фронт) | 26, 182, 188, 254 сд, 46 сбр | 11 гв. аап, 191 гап б/м, 719, 759 иптап, 137, 167 минп, 27 гв. мп (без 230 д-на), 246 озадн | 85, 238 отб                                                                                                  | -                                          | 25, 38 оиб, 50, 86 пмб, 1732 осб | -                              |
| 01.10.1942 (Северо-Западный фронт) | 26, 182, 188, 254 сд | 11 гв. аап, 191 гап б/м, 719 иптап, 137, 167 минп, 27 гв. мп (без 230 д-на), 246 озадн | 85, 238 отб                                                                                                  | -                                          | 25, 38 оиб, 50, 86 пмб, 1732 осб | -                              |
| 01.11.1942 (Северо-Западный фронт) | 26, 182, 188, 254 сд, 147 сбр, 40 лыжбр                                                                                             | 11 гв. аап, 1199 гап б/м, 719 иптап, 137, 167 минп, 27 гв. мп (без 230 д-на), 246 озадн | 85, 238 отб                                                                                                  | -                                          | 25, 38 оиб, 50, 86 пмб           | -                              |
| 01.12.1942 (Северо-Западный фронт) | 55, 182, 188, 200, 254 сд, 15, 20, 87, 127, 147 сбр                                                                                 | 11 гв., 264 аап, 229 гап, 1199 гап б/м, 719 иптап, 121, 137, 167 минп, 27 гв. мп (без 230 д-на), 246 озадн | 85, 150, 238 отб                                                                                             | -                                          | 25, 38 оиб, 50, 86 пмб           | -                              |
| 01.01.1943 (Северо-Западный фронт) | 182, 188, 200, 254 сд, 15, 127, 147 сбр                                                                                             | 719 лап (75 лабр), 1199 гап БМ, 26 минбр (27 ад), 480 минп, 27 гв. мп (без 230 д-на), 246 озадн | 150 отб, 11, 18, 35 оаэсб                                                                                    | 642 сап                                    | 25, 38, 134 оиб, 50, 86 пмб      | -                              |
| 01.02.1943 (Северо-Западный фронт) | 170, 253 сд, 15, 127, 147 сбр | 719 лап (75 лабр), 1199 гап БМ, 26 минбр (27 ад), 480 минп, 27 гв. мп (без 230 д-на), 246 озадн | 150 отб, 11, 18, 35 оаэсб                                                                                    | -                                          | 25, 38 оиб, 50, 86 пмб           | -                              |
| 01.03.1943 (Северо-Западный фронт) | 12 гв. ск (127, 161 сбр, 3, 19, 40 лыжбр), 28, 43 гв., 55, 170, 171, 182, 202, 253, 370 сд, 151 сбр, 309, 362, 366 опаб             | 15 ад (69 лабр, 44 пабр, 35 габр, 18 минбр), 719 лап (75 лабр), 11 гв. аап, 1199, 1200 гап БМ, 402 опадн БМ, 26 минбр (27 ад), 480 минп, 9 огв. мбр, 22, 26, 27 гв. мп, 246 озадн                                              | 28, 29, 32, 38 отп, 150 отб, 11, 18, 35 оаэсб                                                                | -                                          | 25, 38 оиб, 50, 86 пмб           | -                              |
| 01.04.1943 (Северо-Западный фронт) | 43 гв., 171, 182, 253 сд, 366 опаб                                                                                                  | 1235 пап, 480 минп, 9 гв. мбр, 27 гв. мп, 710 зенап (44 зенад), 729 зенап (42 зенад), 1064 и 1336 зенап (23 зенад), 246 озадн                                                                                                  | 28, 29, 32, 38 отп, 150 отб                                                                                  | -                                          | 25, 38 оиб, 50, 86 пмб           | -                              |
| 01.05.1943 (Резерв Ставки ВГК)     | 71, 147, 155, 163, 166, 241 сд, 126 сбр                                                                                             | 680 иптап, 480 минп | - | -                                          | 25, 38 оиб                       | -                              |
| 01.06.1943 (Степной военный округ) | 71, 147, 155, 163, 166, 241 сд | 680, 1070 иптап, 480 минп, 47 гв.мп, 23 зенад (1064, 1336, 1342, 1348 зенап) | 193 тбр, 39 отп                                                                                              | -                                          | 25, 38 оиб                       | -                              |
| 01.07.1943 (Степной военный округ) | 71, 147, 155, 163, 166, 241 сд | 680, 1070 иптап, 480 минп, 47 гв. мп, 23 зенад (1064, 1336, 1342, 1348 зенап) | 93 тбр, 39 отп                                                                                               | -                                          | 25, 38 оиб                       | -                              |
| 01.08.1943 (Воронежский фронт)     | 71, 147, 155, 163, 166, 241 сд | 91 тгабр (13 адп), 112 гв. пап, 408, 680, 1070, 1075 иптап, 480 горно-вьючн. минп, 47 гв. мп, 23 зенад (1064, 1336, 1342, 1348 зенап)                                                                                          | 4 гв. тк (12, 13 и 14 гв. тбр, 3 гв. мсбр, 1451 сап, 76 мцб, 756 иптап, 752 оиптдн, 264 минп, 120 гв. зенап) | -                                          | 6 шисбр, 25, 38 оиб              | -                              |
| 01.09.1943 (Воронежский фронт)     | 71, 100, 147, 155, 166, 241 сд | 17 адп (37 лабр, 39 пабр, 50 габр, 92 тгабр, 108 габр БМ, 22 минбр), 408, 483, 680, 1070, 1075, 1667 иптап, 480 минп, 47 и 66 гв. мп, 23 зенад (1064, 1336, 1342, 1348 зенап)                                                  | 93 тбр, 39 отп, 1832 сап                                                                                     | -                                          | 6 шисбр, 25, 38 оиб              | -                              |
| 01.10.1943 (Воронежский фронт)     | 100, 147, 155, 166, 241 сд | 24 гв. пабр, 408, 483, 680, 1070, 1667 иптап, 480 минп, 47 гв. мп, 23 зенад (1064, 1336, 1342, 1348 зенап) | 93 тбр, 1832 сап                                                                                             | -                                          | 25, 38 оиб                       | -                              |
| 01.11.1943 (1-й Украинский фронт)  | 38, 100, 147, 155, 206, 241 сд | 628 пап, 1528 гап, 342 гв., 408, 1070, 1664, 1667 иптап, 480 минп, 47 гв. мп, 23 зенад (1064, 1336, 1342, 1348 зенап) | 93 тбр, 1831, 1832 сап                                                                                       | -                                          | 6 шисбр, 25, 38 оиб              | -                              |
| 01.12.1943 (1-й Украинский фронт)  | 47 ск (38, 136, 337 сд), 206, 309 сд                                                                                                | 628 пап, 480, 492 минп, 23 зенад (1064, 1336, 1342, 1348 зенап) | 1831, 1832 сап                                                                                               | -                                          | 25, 38 оиб                       | -                              |
| 01.01.1944 (1-й Украинский фронт)  | 47 ск (38, 136, 180 сд), 206, 309, 337 сд                                                                                           | 680, 1672 иптап, 480, 492 минп, 33 гв. мбр, 83 гв. мп, 249 зенап | - | -                                          | 25, 38 оиб                       | -                              |
| 01.02.1944 (1-й Украинский фронт)  | 47 ск (136, 167, 359 сд), 180, 206, 337 сд, 54, 159 УР                                                                              | 881 иптап, 480, 492 минп, 329 гв.мп | 298 гв., 713, 1892 сап                                                                                       | -                                          | 25, 38 оиб, 21 пмб               | -                              |
| 01.03.1944 (1-й Украинский фронт)  | 35 гв. ск (93 гв., 78, 202 сд), 33 ск (180, 206, 337 сд), 3 гв. вдд                                                                 | 315 гв., 444, 881 иптап, 480, 492 минп, 249 зенап | 298 гв., 713, 1892 сап                                                                                       | -                                          | 6 шисбр, 25, 38 оиб, 21 пмб      | -                              |
| 01.04.1944 (2-й Украинский фронт)  | 35 гв. ск (3 гв. вдд, 93 гв., 202, 206 сд), 33 ск (78, 180, 337 сд)                                                                 | 13 адп (42 лабр, 47 габр, 88, 91 тгабр, 101 габр БМ, 17 минбр), 27 пабр, 315 гв., 444, 881, 1669 иптап, 480, 492 минп, 225 гв., 249 зенап                                                                                      | 713, 1892 сап                                                                                                | -                                          | 25, 38 оиб                       | -                              |
| 01.05.1944 (2-й Украинский фронт)  | 35 гв. ск (3 гв. вдд, 93 гв., 206 сд), 33 ск (78, 180, 202, 337 сд), 54 УР                                                          | 315 гв., 444, 881, 1669 иптап, 480 горно-вьючн., 492 минп, 225 гв., 249 зенап | 25, 119 отп                                                                                                  | -                                          | 6 шисбр, 25, 38 оиб, 49 пмб      | 27 ооб                         |
| 01.06.1944 (2-й Украинский фронт)  | 27 гв. ск (297, 409 сд), 33 ск (202, 206, 337 сд), 35 гв. ск (3 гв. вдд, 93 гв., 78, 180 сд), 54 УР                                 | 13 адп (42 лабр, 47 габр, 88, 91 тгабр, 101 габр БМ, 17 минбр), 27 пабр, 315 гв., 881, 1669 иптап, 480 горно-вьючн., 492 минп, 16 и 80 гв. мп, 225 гв., 249 зенап                                                              | - | -                                          | 6 шисбр, 43 исбр                 | 27 ооб                         |
| 01.07.1944 (2-й Украинский фронт)  | 35 гв. ск (93 гв., 180, 202 сд), 33 ск (3 гв. вдд, 78, 337 сд), 206 сд                                                              | 11 ад (31 лабр, 45 пабр, 40 габр), 27 пабр, 34 иптабр, 881, 1669 иптап, 480 горно-вьючн. минп, 492 минп, 225 гв., 249 зенап, 1357 зенап (26 зенад)                                                                             | 25 отп, 375 гв. тсап                                                                                         | -                                          | 43 исбр                          | 3, 27 ооб                      |
| 01.08.1944 (2-й Украинский фронт)  | 35 гв. ск (93 гв., 202, 206 сд), 33 ск (3 гв. вдд, 78, 337 сд), 180 сд                                                              | 11 ад (31 лабр, 45 пабр, 40 габр), 27 пабр, 34 иптабр, 881, 1669 иптап, 480 горно-вьючн., 492 минп, 225 гв., 249, 459 зенап, 1357 зенап (26 зенад)                                                                             | 25 отп, 375 гв. тсап                                                                                         | -                                          | 43 исбр                          | 3, 27 ооб                      |
| 01.09.1944 (2-й Украинский фронт)  | 35 гв. ск (3 гв. вдд, 93 гв., 180 сд), 33 ск (78, 202, 337 сд), 104 ск (4 гв. вдд, 163, 206 сд)                                     | 11 ад (31 лабр, 45 пабр, 40 габр), 16 адп (49 лабр, 61 пабр, 52 габр, 90 тгабр, 109 габр БМ, 14 минбр), 27 пабр, 30, 34 иптабр, 881, 1669 иптап, 480 горно-вьючн., 492 минп, 9 зенад (974, 993 зенап), 225 гв., 249, 459 зенап | 27 гв. тбр                                                                                                   | -                                          | 14 шисбр, 43 исбр                | 3, 27 ооб                      |
| 01.10.1944 (2-й Украинский фронт)  | 35 гв. ск (3 гв. вдд, 93 гв., 180, 202 сд), 33 ск (78, 337 сд), 104 ск (4 гв. вдд, 163, 206 сд)                                     | 11 ад (31 лабр, 45 пабр, 40 габр), 16 адп (49 лабр, 61 пабр, 52 габр, 90 тгабр, 109 габр БМ, 14 минбр), 27 пабр, 30 иптабр, 315 гв. иптап, 480 горно-вьючн., 492 минп, 9 зенад (974, 993 зенап), 249, 459 зенап                | 27 гв. тбр, 25 отп, 697, 1458 сап                                                                            | -                                          | 43 исбр                          | 3, 27 ооб                      |
| 01.11.1944 (2-й Украинский фронт)  | 35 гв. ск (93 гв., 180 сд), 33 ск (78, 163, 337 сд), 51 ск (42 гв., 38 сд), 104 ск (4 гв. вдд, 202, 206 сд), 3 гв. вдд, 1 пд (рум.) | 11 ад (31 лабр, 45 пабр, 40 габр), 27 пабр, 30 иптабр, 315 гв. иптап, 480 горно-вьючн., 492 минп, 249, 459 зенап | 25 отп | -                                          | 43 исбр                          | 3, 27 ооб                      |
| 01.12.1944 (2-й Украинский фронт)  | 35 гв. ск (3 гв. вдд, 93 гв., 206 сд), 33 ск (78, 202 сд), 51 ск (133, 232 сд), 104 ск (4 гв. вдд, 163, 337 сд)                     | 11 ад (31 лабр, 45 пабр, 40 габр), 27 пабр, 30 иптабр, 315 гв. иптап, 480 горно-вьючн., 492 минп, 11 зенад (804, 976, 987, 996 зенап), 249 зенап                                                                               | 25 отп | -                                          | 43 исбр                          | 3, 27 ооб                      |
| 01.01.1945 (2-й Украинский фронт)  | 35 гв. ск (163, 206 сд), 33 ск (202, 337 сд), 104 ск (4 гв. вдд, 78 сд), 3 гв. вдд                                                  | 11 ад (31 лабр, 45 пабр, 40 габр), 27 пабр, 315 гв. иптап, 480 горно-вьючн. минп, 492 минп, 11 зенад (804, 976, 987, 996 зенап)                                                                                                | 25 отп | -                                          | 43 исбр                          | 3, 27 ооб                      |
| 01.02.1945 (2-й Украинский фронт)  | 35 гв. ск (38, 78, 163 сд), 33 ск (202 сд), 206, 337 сд                                                                             | 27 пабр, 315 гв. иптап, 480 горно-вьючн. минп, 11 зенад (804, 976, 987, 996 зенап) | 25 отп | -                                          | 43 исбр                          | 3, 27 ооб                      |
| 01.03.1945 (3-й Украинский фронт)  | 35 гв. ск (3 гв. вдд, 78, 163 сд), 33 ск (202, 206, 337 сд), 37 ск (108 гв., 316, 320 сд)                                           | 27 пабр, 315 гв. иптап, 480 горно-вьючн. минп, 249 зенап | - | -                                          | 43 исбр                          | -                              |
| 01.04.1945 (3-й Украинский фронт)  | 35 гв. ск (3 гв. вдд, 78, 163 сд), 33 ск (202, 206, 337 сд), 37 ск (108 гв., 316, 320 сд), 1 гв. УР                                 | 27 пабр, 315 гв. иптап, 480 горно-вьючн. минп, 249 зенап | - | -                                          | 43 исбр                          | -                              |
| 01.05.1945 (3-й Украинский фронт)  | 35 гв. ск (3 гв. вдд, 163, 202 сд), 33 ск (78, 155, 206, 337 сд), 37 ск (108 гв., 316 сд), 320 сд                                   | 27 пабр, 315 гв. иптап, 480 горно-вьючн. минп, 249 зенап | - | -                                          | 43 исбр                          | -                              |